# Imperio chalukya de Oriente
El Imperio chalukya de Oriente, también conocidas como el Reino de Vengi, fueron una dinastía que gobernó partes del sur de la India entre los siglos VII y XII. Comenzaron como gobernadores de los Chalukyas de Badami en la región de Deccan. Posteriormente, se convirtieron en un poder soberano y gobernaron la región de Vengi de la actual Andhra Pradesh hasta c. 1130. Continuaron gobernando la región como feudatarios de los Cholas hasta 1189.
Originalmente, la capital de las Chalukyas orientales se encontraba en la ciudad de Vengi (Pedavegi moderna cerca de Eluru). Posteriormente se trasladó a Rajamahendravaram (Rajahmundry moderna). A lo largo de su historia, los Chalukyas orientales fueron la causa de muchas guerras entre los Cholas y los Chalukyas occidentales por el control del país estratégico de Vengi. Los cinco siglos del gobierno de los Chalukya de Vengi vieron no solo la consolidación de esta región en un todo unificado, sino que también vieron la eflorescencia de la cultura, la literatura, la poesía y el arte telugu durante la segunda mitad de su gobierno.

## Orígenes
Los Chalukyas de Vengi se separaron de los Chalukyas de Badami. El gobernante Badami Pulakeshin II (608–644 d. C.) conquistó la región de Vengi en el este de Decán, después de derrotar a los restos de la dinastía Vishnukundina. Nombró a su hermano Kubja Vishnuvardhana gobernador de este territorio recién adquirido en el año 624 d. C. El virreinato de Vishnuvardhana se convirtió posteriormente en un reino independiente, posiblemente después de que Pulakeshin muriera luchando contra los Pallavas en la Batalla de Vatapi.  Por lo tanto, los Chalukyas orientales eran originarios de Kannada.
Según las placas Timmapuram de Kubja Vishnuvardhana, el progenitor de las Chalukyas orientales, pertenecían a Manavya Gotra y eran Haritputras (hijos de Hariti) al igual que las Kadambas y las Chalukyas occidentales. Desde el siglo XI en adelante, la dinastía comenzó a reclamar orígenes legendarios de la dinastía lunar. Según esta leyenda, la dinastía descendió de la Luna, a través de Buda, Pururava, los Pandavas, Satanika y Udayana. 59 descendientes sin nombre de Udayana gobernaron en Ayodhya. Su descendiente Vijayaditya fue asesinado en una batalla con Trilochana Pallava, durante una expedición en Dakshinapatha (Deccan) su viuda embarazada recibió refugio de Vishnubhatta Somayaji de Mudivemu (moderno Jammalamadugu). Ella nombró a su hijo Vishnuvardhana después de su benefactor. Cuando el niño creció, se convirtió en el gobernante de Dakshinapatha por la gracia de la diosa Nanda Bhagavati.

## Historia
Entre 641 d. C. y 705 d. C. algunos reyes, excepto Jayasimha I y Mangi Yuvaraja, gobernaron durante muy poco tiempo. Luego siguió un período de disturbios caracterizado por disputas familiares y gobernantes débiles. Mientras tanto, los Rashtrakutas de Malkhed expulsaron a los Chalukyas occidentales de Badami. Los débiles gobernantes de Vengi tuvieron que enfrentar el desafío de los Rashtrakutas, quienes invadieron su reino más de una vez. No había un gobernante de Chalukya oriental que pudiera controlarlos hasta que Gunaga Vijayaditya III llegó al poder en el 848 d. C. El entonces gobernante Rashtrakuta Amoghavarsha lo trató como su aliado y después de la muerte de Amoghavarsha, Vijayaditya proclamó la independencia.
Después de la muerte de Bhima I, la región de Andhra nuevamente vio disputas de sucesión e interferencia en los asuntos de Vengi por los Rashtrakutas.
La fortuna de los Chalukyas orientales dio un giro alrededor de 1000. Danarnava, su rey, fue asesinado en la batalla en 973 por el rey Telugu Choda Bhima, quien luego impuso su dominio sobre la región durante veintisiete años. Durante este tiempo, los dos hijos de Danarnava se refugiaron en el reino Chola. La invasión de Choda Bhima de Tondaimandalam, un territorio Chola, y su posterior muerte en el campo de batalla abrió una nueva era en las relaciones Chola-Chalukya. Saktivarman I, el hijo mayor de Danarnava fue coronado como el gobernante de Vengi en el año 1000, aunque bajo el control del rey Rajaraja Chola I. Esta nueva relación entre los Cholas y el reino costero de Andhra era inaceptable para los Chalukyas occidentales, que para entonces habían reemplazado a los Rashtrakutas como la principal potencia en el Deccan occidental. Los Chalukyas occidentales intentaron tolerar la creciente influencia de Chola en la región de Vengi, pero no tuvieron éxito.
Inicialmente, los Chalukyas orientales habían alentado el idioma y la literatura kannada, aunque, después de un período de tiempo, los factores locales se hicieron cargo y le dieron importancia al idioma telugu. La literatura telugu debe su crecimiento a las Chalukyas orientales.